# 631-es főút (Magyarország)
A 631-es számú főút egy közel öt kilométer hosszú, három számjegyű országos főút Tolna vármegyében. A 63-as főút és az M6-os autópálya összekötését szolgálja, ezáltal fontos szerepe van a Dél-Dunántúl és Székesfehérvár térségének összekapcsolásában is, miközben Szedres község tehermentesítését is segíti.

## Nyomvonala
A 63-as főútból ágazik ki, annak 11,150-es kilométerszelvénye közelében, Szedres közigazgatási területének északi széle közelében. Délkelet felé indul, majd délebbi irányt vesz. A 3,250-es kilométerszelvényénél keresztezi a Tengelic és Szedres közti 6235-ös utat, majdnem pontosan annak tizedik kilométerénél. Az M6-os autópálya 130,700-as kilométerszelvényénél található Székesfehérvár–Szedres csomópont nyugati oldali körforgalmában ér véget, ugyanott, ahova az ellenkező irányból a 60 557-es számú, budapesti irányú lehajtó ág és a 60 558-as számú, Pécs felé vezető felhajtó ág csatlakozik be.
Teljes hossza, az országos közutak térképes nyilvántartását szolgáló kira.gov.hu adatbázisa szerint 4,594 kilométer.